# Koláčkův tis
Koláčkův tis je památný strom ve městě Zubří v ulici U Tisu. Tento tis červený (Taxus baccata) je jedním z nejstarších tisů na Valašsku a druhým nejstarším v okresu Vsetín.

## Základní údaje
- název: Koláčkův tis[3][1], Tis v Zubří[4][5]
- výška: 12 m (1931)[6], 12 m (1972)[3], 14,5 m (2002)[3][1], 11 m (2002)[5][4]
- obvod: 242–251 cm (1931)[6], 260 cm (1958)[7][8], 332 cm (1972)[3], 347 cm (2002)[3][1], 295 cm (pata kmene, 2002)[4][5]
- obvod kosterních větví: 94 a 110 cm (průměr 30 a 35 cm, 1931)[6], 205 a 214 cm (2002)[5]
- průměr koruny: 10 m (1931)[6], 10 m (1972)[3], 10 m (2002)[3]
- výška koruny: 8 m (1931)[6]
- výška kmene: 1,3 m (1931)[6], 1 m (2002)[3]
- věk: 1000 let (1931)[6], 346–361 let (2006)[4], 360 let (2006)[2]
- zdravotní stav: 3 (2002)[3]

Strom roste na rozcestí ulic Horní a U Tisu. Stál těsně u č. 181, chalupy Josefa Koláčka, větve téměř ležely na střeše domu. Stavba byla odstraněna mezi lety 2006–2010.

## Stav stromu a údržba
Kmen je od 1 m výšky na zemí rozdělený, přičemž jeden ze dvou kmenů je ve výšce cca 5 m uříznut, dutina v tomto kmeni je zakryta. Již roku 1931 byla popsána hniloba v místě rozdělení kmene. Větev, která původně zasahovala nad střechu, poškodil v minulosti požár stodoly.

## Historie a pověsti
Podle pamětníků chtěl tis přesadit hrabě Kinský do svého parku. Protože měl strom ale velice rozsáhlé a pevné kořeny, nebylo to možné. Při plynofikaci obce bylo kvůli stromu nutné odklonit potrubí.
Strom proslavil mimo jiné Jan Koláček-Zárubský, písmák, který o něm opakovaně psal do regionálního tisku a po němž se strom jmenuje. Koláčkovi v lokalitě stále žijí, ale již v nové vilce opodál původního stavení.

## Památné a významné stromy v okolí
- Lípa popravených partyzánů
- Lípa u Hamerských rybníků (významný strom)
- Dub v polích (významný strom)

### Památné tisy
- Tis u Pasečanů (Velké Karlovice)
- Tis v Beskydě (Velké Karlovice)
- Tis nad Jezerným (Velké Karlovice)
- Stanovnický tis (Nový Hrozenkov)
- Liptálský tis
- Hrachovecký tis

## Galerie

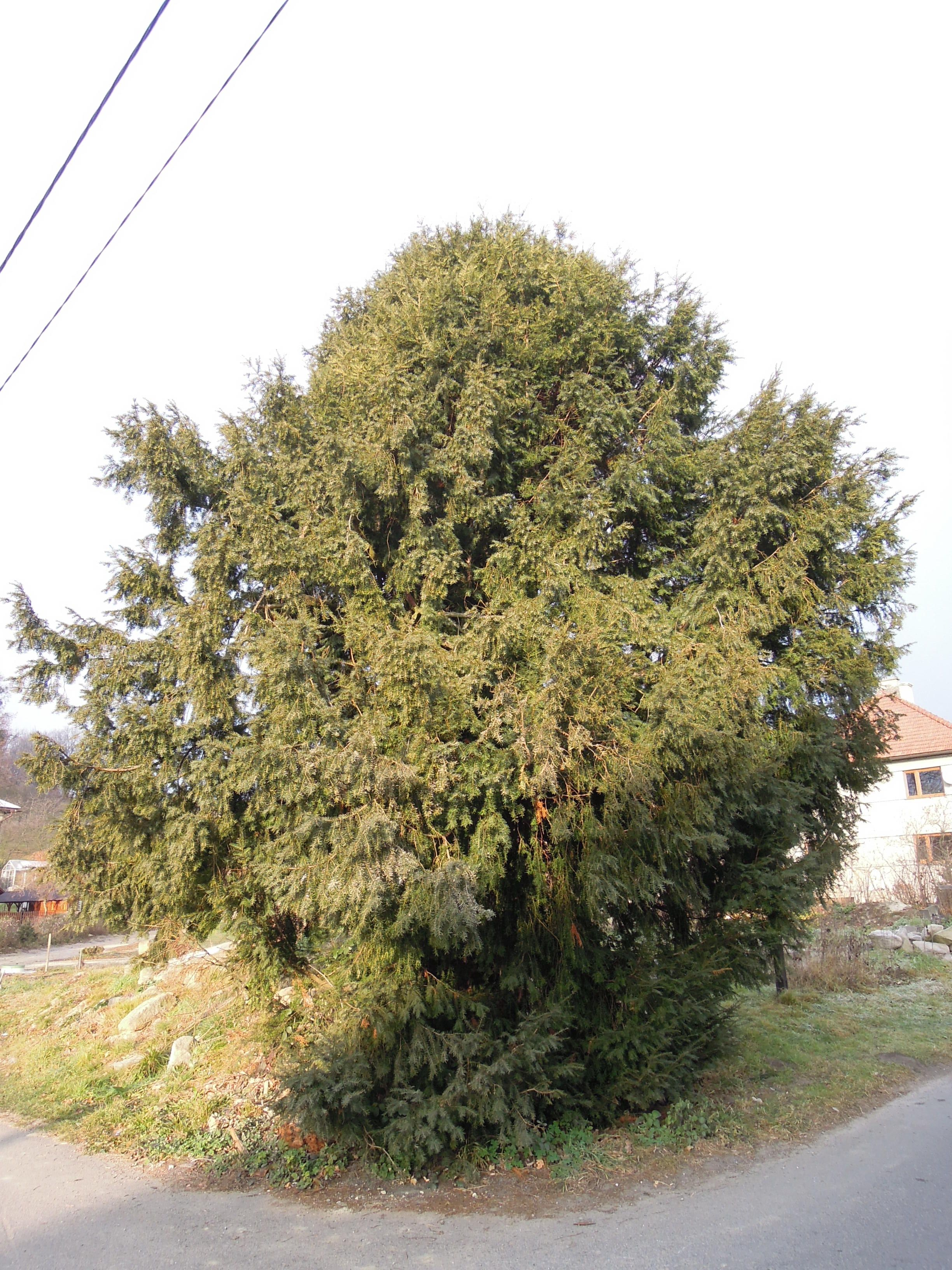
Koláčkův tis
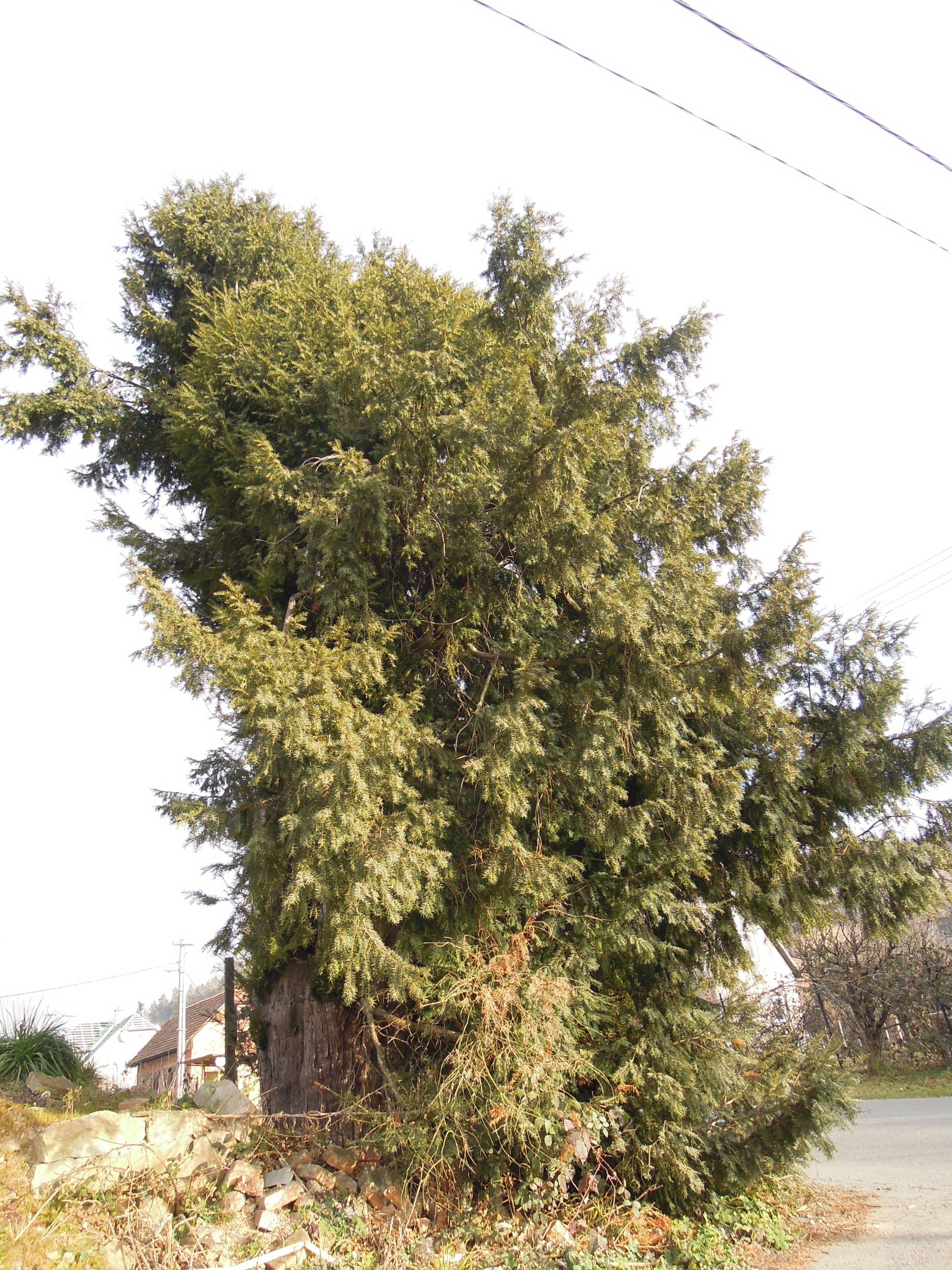
Koláčkův tis
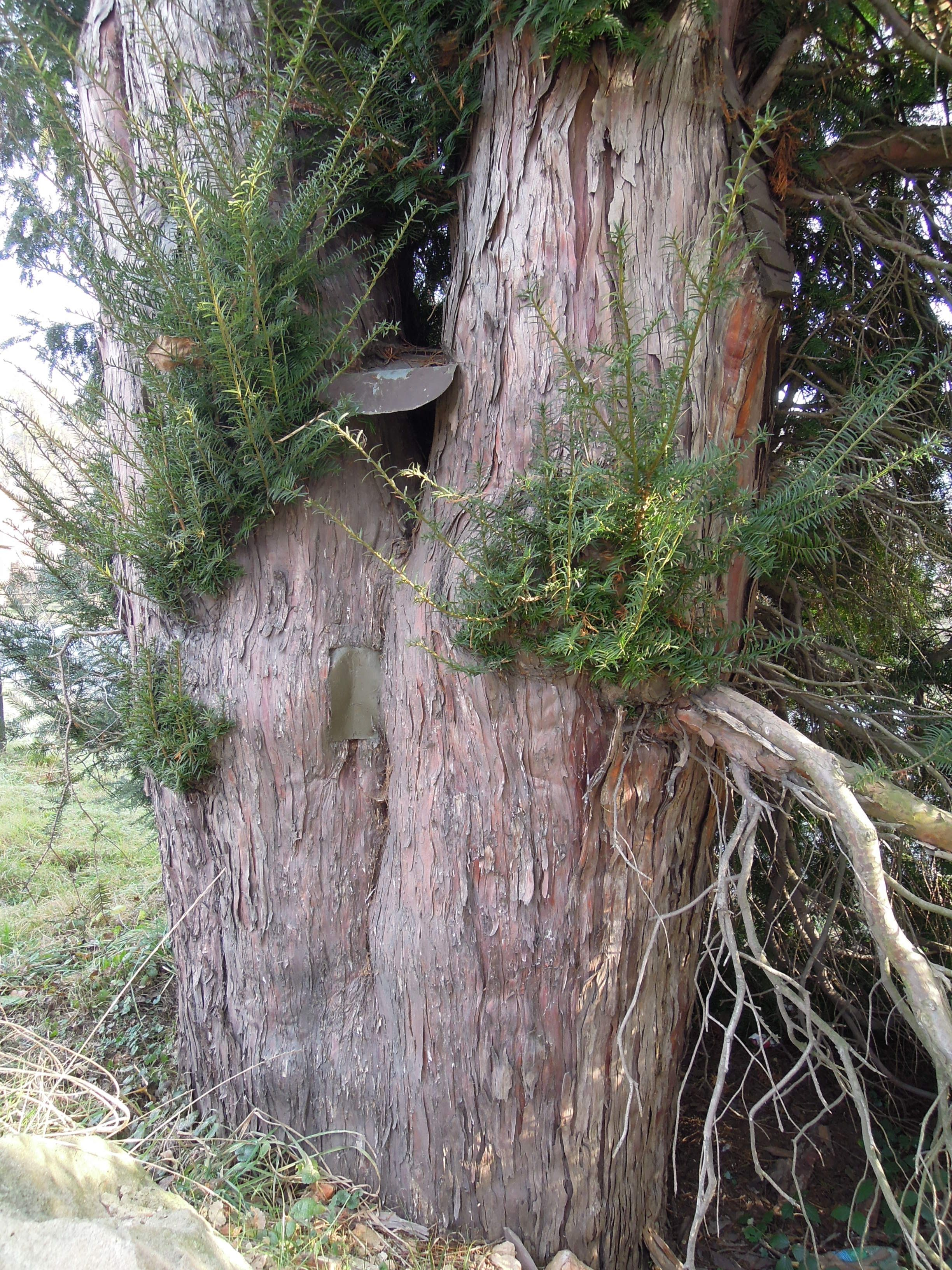
Kmen
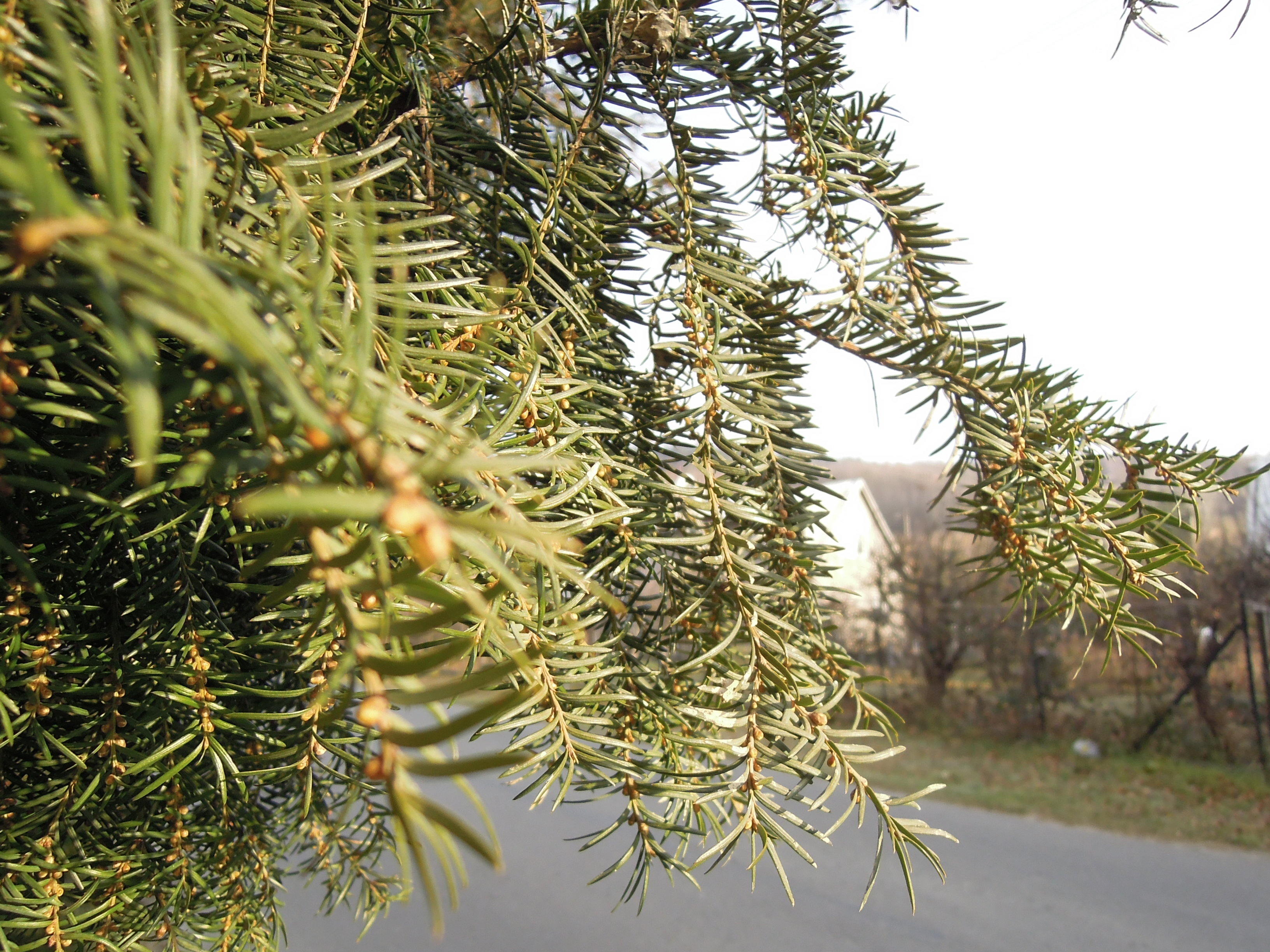
Detail